# Herb gminy Trzydnik Duży
Herb gminy Trzydnik Duży – jeden z symboli gminy Trzydnik Duży, autorstwa Henryka Seroki i Pawła Dudzińskiego.

## Wygląd i symbolika
Herb przedstawia na tarczy w polu czerwonym złoty dąb (nawiązanie do lokalnej legendy), a między gałęziami srebrną tarczę zwieńczoną złotą koroną (nawiązanie do herbu Janina i króla Jana III Sobieskiego). 